# 依德利斯阿布峇卡
莫哈末依德利斯·阿布峇卡（1951年10月20日—2014年5月5日），马来西亚政治人物，前巫统乌鲁雪兰莪区部主席，曾经于1999年至2013年担任雪兰莪州议会乌鲁安南州议员。

## 生平
2008年3月8日，莫哈末依德利斯于马来西亚第12届全国大选中胜出，成功守土乌鲁安南州席。

## 逝世
2014年5月5日，莫哈末依德利斯逝世。